# Glisossepide
La glisossepide è una sulfanilurea ipoglicemizzante con meccanismo d'azione simile a quello della clorpropamide.

## Farmacodinamica
La glisossepide, così come altre molecole della stessa classe (sulfaniluree) esercita la sua azione ipoglicemizzante stimolando la secrezione endogena di insulina dalle β-cellule funzionanti delle isole pancreatiche. Il meccanismo d'azione nei trattamenti a lungo termine sembra basarsi anche su altri fattori extra-pancreatici associati alle sulfaniluree, quali inibizione della produzione di glucosio da parte del fegato, oppure, a livello periferico, aumento della sensibilità dei tessuti periferici all'insulina (forse per aumento dei recettori insulinici). Il farmaco riduce inoltre la demolizione epatica dell'insulina endogena.

## Farmacocinetica
A seguito di somministrazione per via orale glisossepide è ben assorbita dal tratto gastrointestinale e il picco di concentrazione plasmatica (Cmax) viene raggiunto circa 2 ore (Tmax) dopo l'assunzione orale. L'emivita plasmatica del farmaco è di circa 3 ore. La glisossepide viene metabolizzata dalla ghiandola epatica per il 55%. L'eliminazione dall'organismo avviene per il 76% attraverso l'emuntorio renale e per il 20% attraverso feci.

## Tossicologia
Studi sperimentali eseguiti sugli animali (topo) hanno messo in evidenza valori delle DL50 superiori a 10 g/kg peso corporeo, quando somministrata per os, e di 283 mg/kg, dopo somministrazione endovenosa.

## Usi clinici
La glisossepide è indicata nel trattamento delle forme leggere di diabete non insulino-dipendente, che non rispondono al trattamento non farmacologico (calo ponderale, aumento dell'attività fisica ed adeguato regime dietetico).

## Effetti collaterali e indesiderati
Gli effetti collaterali sono sovrapponibili a quelli della clorpropamide.

L'evento avverso più rischioso che si può manifestare in corso di trattamento è l'ipoglicemia, in particolar modo se il trattamento è stato prolungato. 
Con relativa frequenza si possono manifestare disturbi a carico del sistema gastrointestinale: dispepsia, nausea, vomito e diarrea.

Sono stati anche segnalati disturbi a carico della cute e del tessuto sottocutaneo e reazioni da ipersensibilità: eruzioni cutanee, rash cutaneo, febbre, fotoallergia e sindrome di Stevens-Johnson.
Eventi avversi che compaiono con rarità comprendono l'ittero colestatico, la leucopenia, trombocitopenia e agranulocitosi.

## Controindicazioni
Il composto non deve essere utilizzato nei soggetti con ipersensibilità nota al principio attivo oppure ad uno qualsiasi degli eccipienti contenuti nella formulazione farmacologica.

Come le altre sulfaniluree non deve essere somministrato a pazienti affetti da diabete mellito insulino-dipendente. 
L'uso è controindicato anche nel trattamento del diabete cheto-acidosico, oppure in soggetti con alterata funzionalità epatica e/o renale.
 
Nelle donne in stato di gravidanza gli ipoglicemizzanti orali sono controindicati ed è preferibile ricorrere al trattamento insulinico sotto stretta sorveglianza medica.
L'uso del farmaco è sconsigliato in tutti i casi di stress (ad esempio dopo un intervento chirurgico) caratterizzati da elevati livelli di cortisolo e catecolamine. 
Nel paziente anziano è opportuno ridurre il dosaggio.

## Dosi terapeutiche
Nei soggetti adulti viene somministra per via orale, prima dei pasti principali, a dosaggi compresi fra 4 e 16 mg al giorno.

## Interazioni
- Clofibrato, acenocumarolo, inibitori della monoaminoossidasi (IMAO), alcuni sulfamidici, fenilbutazone,  β-bloccanti: la contemporanea somministrazione con questi composti può aumentare l'effetto ipoglicemizzante della glisossepide, in genere per "spiazzamento" dal legame con le proteine sieriche.[11]
- Adrenalina, corticosteroidi, diuretici, estroprogestinici: la somministrazione concomitante con questi composti può diminuire gli effetti ipoglicemizzanti della glisossepide.
- Propranololo: la co-somministrazione può mascherare i sintomi di ipoglicemia da sovradosaggio.
- Alcool: la concomitante ingestione di glisossepide e bevande alcooliche può comportare il verificarsi di una reazione disulfiram-simile.